# Isratine
Vous pouvez aider à l'améliorer ou bien discuter des problèmes sur sa page de discussion.
- Il n'est pas vérifiable et peut contenir des informations totalement erronées. Il est fortement conseillé aux contributeurs d'étayer son contenu par des sources fiables. Sans cela, sa suppression pourrait être envisagée. (si vous venez d'apposer le bandeau, veuillez cliquer sur ce lien pour créer la discussion et en afficher les indications). (Marqué depuis mars 2024)

- Archive Wikiwix
- Bing
- Cairn
- DuckDuckGo
- E. Universalis
- Gallica
- Google
- G. Books
- G. News
- G. Scholar
- Persée
- Qwant
- (zh) Baidu
- (ru) Yandex
- (wd) trouver des œuvres sur Wikidata

Vous pouvez aider à l'améliorer ou bien discuter des problèmes sur sa page de discussion.
- Il ne cite pas suffisamment ses sources. Vous pouvez indiquer les passages à sourcer avec {{référence nécessaire}} ou {{Référence souhaitée}}, et inclure les références utiles en les liant aux notes de bas de page. (Marqué depuis mars 2024)
- Son texte doit être wikifié : il ne correspond pas à la mise en forme Wikipédia (style, typographie, liens internes, liens entre les wikis, etc.). (Marqué depuis mars 2024)
- Il possède une liste de controverses qui, par leur accumulation excessive, rendent l'article non neutre. Wikipédia n'est pas un catalogue de controverses, ni un lieu pour militer contre un sujet. Modifiez l'article pour rendre ce dernier plus neutre. (Marqué depuis mars 2024)
- Il a besoin d’être illustré. Des médias (images, animations, vidéos, sons) sous licence libre ou du domaine public sont les bienvenus pour l'améliorer.
Si vous êtes l’auteur d’un média que vous souhaitez partager, importez-le. Si vous n’êtes pas l’auteur, vous pouvez néanmoins faire une demande de libération d’image à son auteur. (Marqué depuis mars 2024)

- Archive Wikiwix
- Bing
- Cairn
- DuckDuckGo
- E. Universalis
- Gallica
- Google
- G. Books
- G. News
- G. Scholar
- Persée
- Qwant
- (zh) Baidu
- (ru) Yandex
- (wd) trouver des œuvres sur Wikidata

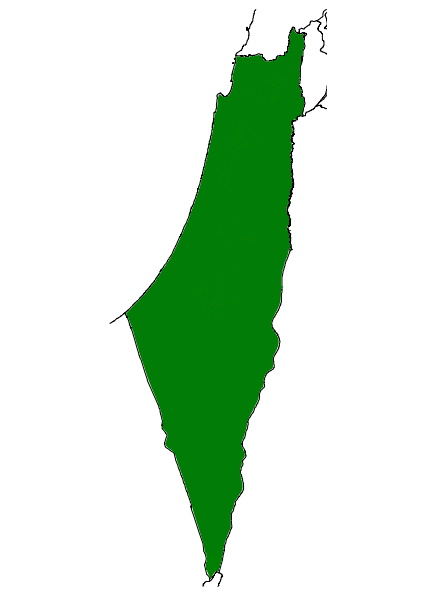
Champ d'application territorial de la proposition.

Isratine (en hébreu ישרטין, Yisrātīn ; en arabe إسراطين, ʾIsrāṭīn), également connu sous le nom d'État binational (en hébreu מדינה דו-לאומית, medina du-le'umit), est un projet unitaire, fédéral ou confédéral israélo-palestinien, État englobant le territoire actuel d'Israël, la Cisjordanie et la bande de Gaza. Selon divers points de vue, un tel scénario est présenté comme une solution souhaitable à un seul État pour résoudre le conflit israélo-palestinien, ou comme une calamité dans laquelle Israël perdrait ostensiblement son caractère d'État juif et les Palestiniens ne parviendraient pas à obtenir leur indépendance nationale dans le cadre d'une solution à deux États. De plus en plus, Isratine est discuté non pas comme une solution politique intentionnelle - souhaitée ou non - mais comme le résultat probable et inévitable de la croissance continue des colonies juives en Cisjordanie et de l'enracinement apparemment irrévocable de l'occupation israélienne depuis 1967.

## Proposition de Saif al-Islam Kadhafi sur Isratine
La proposition de Kadhafi, Isratine, visait à résoudre définitivement le conflit israélo-palestinien par le biais d'une solution laïque, fédéraliste et républicaine à un seul État, qui a été formulée pour la première fois par Saïf al-Islam Kadhafi, le fils de Mouammar Kadhafi de Libye, à la Chatham House à Londres. et plus tard adopté par Mouammar Kadhafi lui-même.
Ses points principaux sont :
- Création d'un État binational judéo-palestinien dénommé « république fédérale de Terre-Sainte » ;
- Partition de l'État en 5 régions administratives, avec Jérusalem comme cité-État ;
- Retour de tous les réfugiés palestiniens
- Supervision par les Nations unies d'élections libres et équitables en première et deuxième occasions
- Retrait des armes de destruction massive de l'État ;
- Reconnaissance de l'État par la Ligue arabe

## Critique
Le scénario d'Isratine est souvent critiqué par la plupart des Israéliens et des Palestiniens.
Les détracteurs du conflit israélo-palestinien des deux côtés soutiennent qu'une telle existence ferait perdre le droit des deux communautés à l'auto-divulgation.
Les juifs israéliens supposent que le scénario d'un seul État annulerait le statut d'Israël en tant que patrie du peuple juif. Lorsque ce scénario a été proposé par des non-Israéliens comme solution politique (par opposition à la dérive progressive des colonies juives de Cisjordanie vers un État israélien en raison de la prolifération continue), il est naturel qu'il ait été avancé, très probablement par ceux qui sont politiquement motivés pour nuire à Israël.
Les étudiants qui étudient le Moyen-Orient, dont l'ancien critique israélien Benny Morris, ont fait valoir qu'une solution à un État ne serait pas cohérente en raison de l'inconvénient pour les Arabes de reconnaître une présence nationale juive au Moyen-Orient.